# Gorno Orizari
Gorno Orizari (makedonska: Горно Оризари) är en ort i Nordmakedonien. Den ligger i kommunen Veles, i den centrala delen av landet, 40 kilometer sydost om huvudstaden Skopje. Gorno Orizari ligger 306 meter över havet och antalet invånare är 1 999.